# Sociteni
Sociteni è un comune della Moldavia situato nel distretto di Ialoveni di 1.450 abitanti al censimento del 2004